# 손용찬
손용찬 (1991년 4월 15일 ~ )은 대한민국의 축구 선수이며 포지션은 미드필더이다.